# Konwencja o udzielaniu patentów europejskich
Podpisana w 1973 roku w Monachium Konwencja o udzielaniu patentów europejskich (ang. European Patent Convention – EPC, fr. Convention sur le brevet européen – CBE, niem. Europäische Patentübereinkommen – EPÜ) ustala wspólną ścieżkę zgłaszania i udzielania patentów europejskich, obowiązujących w każdym z państw-członków Europejskiej Organizacji Patentowej wskazanych przez wnioskodawcę we wniosku o udzielenie patentu europejskiego. Konwencja o udzielaniu patentów europejskich określa zarówno tryb przyznawania patentów europejskich, jak i merytoryczne oraz formalne przesłanki zdolności patentowej wynalazków.
Spisana w językach miarodajnych angielskim, francuskim i niemieckim, depozytariuszem jest rząd RFN (art. 177). Spory rozstrzyga sąd rozjemczy powołany w sposób określony w art. 24.
Weszła w życie 7 października 1977.
Akt przystąpienia Polski do Konwencji o udzielaniu patentów europejskich został podpisany przez Prezydenta RP dnia 29 grudnia 2003, opublikowany w Dzienniku Ustaw z 2004 r. nr 79; poz. 737 (tam też można znaleźć polski tekst konwencji), a Polska formalnie stała się członkiem Europejskiej Organizacji Patentowej 1 marca 2004 roku.
Pierwsza duża rewizja Konwencji o udzielaniu patentów europejskich miała miejsce w 2000 roku, zrewidowana Konwencja określana jest mianem EPC 2000.